# Институт точной механики и вычислительной техники имени С. А. Лебедева РАН
Откры́тое акционе́рное о́бщество «Институ́т то́чной меха́ники и вычисли́тельной те́хники и́мени С. А. Ле́бедева Росси́йской акаде́мии нау́к» (ИТМиВТ) — российская научная организация, бывшее федеральное государственное унитарное предприятие, преобразованное в ОАО 3 августа 2009 года. До этого момента подчинялось Федеральному агентству по промышленности (ФАП), упразднённому в мае 2008 года, затем — Министерству промышленности и торговли РФ, а по научной линии — Российской академии наук (РАН).
Оборот ФГУП ИТМиВТ в 2005 году составил 173 млн рублей.

## Направления деятельности
Основные направления деятельности института:
- разработка высокопроизводительных вычислительных систем, используемых для обеспечения национальной безопасности;
- разработка технологии многослойных печатных плат и поверхностного монтажа нового поколения;
- разработка устройств и программного обеспечения для систем цифровых телекоммуникаций и волоконно-оптических линий связи;
- разработка мультимедийных комплексов для систем управления и тренажёров;
- разработка геоинформационных и навигационных систем;
- участие в проекте для МИД РФ по созданию биопаспортов[2].

Институт является головной организацией по разделу «Компьютерные технологии» федеральной программы «Национальная технологическая база».

## Кафедра МФТИ
Институт является базовой кафедрой Факультета радиотехники и кибернетики МФТИ и ведёт подготовку студентов по специальности «Электронные вычислительные машины. Вычислительная техника». Кафедра подготовила несколько сотен высококлассных специалистов в области вычислительной техники.

### Известные выпускники кафедры
- Иванников, Виктор Петрович (1963)
- Бабаян, Борис Арташесович (1957)
- Пентковский, Владимир Мстиславович (1970)

## История
Институт создан Постановлением № 2369 Совета Министров СССР от 29 июня 1948 года.
Институт был образован на базе трёх институтов АН СССР: института Машиноведения, Энергетического и Математического.
Из института машиноведения был выделен отдел точной механики во главе с академиком Н. Г. Бруевичем (переведены 13 сотрудников, в том числе д. т. н. Н. Е. Кобринский — исполняющим обязанности заместителя директора по научной части; к. т. н. М. Л. Быховский; А. У. Чепурнов; П. П. Головистиков); из Энергетического — лаборатория электромоделирования во главе с профессором Л. И. Гутенмахером (переведено 19 человек, в том числе В. Ф. Артюхов (зам. зав. лабораторией), Н. В. Корольков, В. В. Бардиж); из сотрудников Математического института образованы отдел приближённых вычислений (начальник отдела — Л. А. Люстерник; сотрудники: В. А. Диткин, М. Р. Шура-Бура, А. А. Бунатян, М. Г. Раппопорт и др.) и экспериментально-счётная лаборатория во главе с И. Я. Акушским.
2 сентября 1949 года в составе отдела точной механики была образована группа для проведения предварительных работ по быстродействующим цифровым математическим машинам в составе: М. Л. Быховский, В. И. Шестаков, К. С. Неслуховский, П. П. Головистиков.
В начале 1950 года директором ИТМиВТ стал академик М. А. Лаврентьев, профессор Д. Ю. Панов — заместителем директора по научной части, а начальником лаборатории № 1 — С. А. Лебедев. К весне 1951 года в лаборатории № 1 уже работали около 50 человек. Среди них — будущие действительные члены Академии Наук СССР В. С. Бурцев, В. А. Мельников. Летом 1952 года было завершено изготовление машины, которая заработала к осени 1952 года.
3 августа 2009 года ИТМиВТ был приватизирован и преобразован в Открытое акционерное общество.

## Директора
- 1948−1950 — Николай Григорьевич Бруевич
- 1950−1953 — Михаил Алексеевич Лаврентьев
- 1953−1973 — Сергей Алексеевич Лебедев
- 1973−1984 — Всеволод Сергеевич Бурцев
- 1984−2005 — Геннадий Георгиевич Рябов
- 2005−2009 — Сергей Владимирович Калин[4][5]
- 2009 − наст. время — Александр Викторович Князев

## Известные сотрудники
- Бабаян, Борис Арташесович — член-корреспондент РАН, профессор МФТИ[6][7].
- Бардиж, Всеволод Вианорович (1916—1998) — сотрудник ИТМ и ВТ им. С. А. Лебедева АН СССР в 1948—1991, нач. отдела, доктор технических наук, профессор, лауреат Государственной премии СССР[8].
- Головистиков, Пётр Петрович (1924—2001) — сотрудник ИТМ и ВТ им. С. А. Лебедева АН СССР в 1948—1992, нач. отдела, кандидат технических наук, лауреат Государственной премии СССР[8].
- Жданов, Александр Аркадьевич — гл. науч. сотр., д.ф.-м.н., проф. МФТИ.
- Иванников, Виктор Петрович — академик РАН, профессор МФТИ и МГУ[9][10][11].
- Королёв, Лев Николаевич (1968—2016) — член-корреспондент РАН, сотрудник ИТМ и ВТ им. С. А. Лебедева в 1953—1975.
- Лаут, Валерий Назарович (1929—2003) — сотрудник ИТМ и ВТ им. С. А. Лебедева АН СССР с 1950 г., нач. отдела, доктор технических наук, лауреат Государственных премий СССР.
- Мельников, Владимир Андреевич — академик АН СССР, дважды лауреат Государственной премии СССР[12][13].
- Митропольский, Юрий Иванович (1935—2019) — член-корреспондент РАН, доктор технических наук, профессор, сотрудник ИТМ и ВТ АН СССР с 1963 по 1978 гг.
- Курочкин, Владимир Михайлович — кавалер Ордена Трудового Красного Знамени (1956) за вклад в создание БЭСМ.
- Смирнов Владимир Иванович — сотрудник ИТМ и ВТ им. С. А. Лебедева АН СССР с 1953 по 2006 г., начальник отдела, лауреат Государственных премий СССР.
- Степанов, Андрей Михайлович — кандидат технических наук, лауреат Государственной премии СССР[14].
- Томилин, Александр Николаевич (1933—2021) — сотрудник ИТМ и ВТ им. С. А. Лебедева АН СССР в 1956—1980, зав. отделом Института системного программирования РАН, доктор физ.-мат. наук, профессор, лауреат Государственной премии СССР, заслуженный деятель науки РФ.
- Хайлов, Игорь Константинович — сотрудник ИТМ и ВТ им. С. А. Лебедева АН СССР в 1956—1986, нач. лаборатории, позже — с.н.с. ИПИ РАН, канд. техн. наук, лауреат Государственных премий СССР и премии им. С. А. Лебедева РАН.[15]
- Хетагуров, Ярослав Афанасьевич (1926—2021) — сотрудник ИТМ и ВТ им. С. А. Лебедева АН СССР в 1950—1958 гг., в 1958—1986 зам. директора по научной работе НИИ «Агат», доктор техн. наук, профессор МИФИ, лауреат Ленинской премии и премии Совета министров СССР.

## Разработки
- ЭВМ 5Э92б
- БЭСМ-1
- БЭСМ-2
- М-20 — ламповая ЭВМ, выпускалась с 1959 по 1964 год
- М-220
- БЭСМ-4
- БЭСМ-6
- Эльбрус-Б
- Эльбрус-1
- Эльбрус-2
- Эльбрус-3
- Эльбрус-3-1 (МКП)
- Эльбрус-8С

## Санкции
В декабре 2023 года, из-за российского вторжения на Украину, институт включён в санкционный список всех стран Евросоюза и Швейцарии как организация «работающая в российском секторе информационных технологий и имеющая лицензию, выданную Центром ФСБ по лицензированию, сертификации и защите государственной тайны».